# Sierra de Can Colomé
Sierra de Can Colomé är en ås i Spanien.   Den ligger i provinsen Província de Lleida och regionen Katalonien, i den nordöstra delen av landet, 500 km öster om huvudstaden Madrid.